# Kimberly (Oregon)
Pour les articles homonymes, voir Kimberly.
Kimberly est une municipalité américaine située dans le Comté de Grant (Oregon) en Oregon.

## Histoire
La ville se situe dans le Comté de Grant (Oregon). La commune se situe entre les routes Oregon Route 19 et Oregon Route 402. La rivière John Day (rivière) passe par la commune. Orin Kimberly s'installa en 1830 dans la région et nomma le nom de la commune à son nom.
Le musée James Cant Ranch Historic District, le centre de paléontologie Thomas Condon et le musée du monument national John Day John Day Fossil Beds National Monument sont situés au sud de Kimberly sur la route 19. 